# Jonathan Cantwell
Jonathan Cantwell (Brisbane, Queensland; 8 de janeiro de 1982-6 de novembro de 2018) foi um ciclista profissional autraliano que destacou na faceta de sprinter.

## Biografia
Depois de passar vários anos por equipas profissionais menores em 2012 alinhou pela equipa de categoria UCI ProTour (máxima categoria) da Team Saxo Bank conseguindo também a primeira vitória dessa equipa durante a temporada de 2012 no Tour de Taiwan.

## Palmarés
2008
- International Cycling Classic

2009
- 2 etapas do Herald Sun Tour

2010
- 3º no UCI Oceania Tour
- Tour de Elk Grove
- International Cycling Classic

2012
- 2 etapas do Tour de Taiwan

## Equipas
- The Jittery Joe's Pro Cycling Team (2008)
- V Australia
  - Fly V Australia (2009-2010)
  - V Australia (2011)[4]
- Saxo Bank (2012-2013)
  - Team Saxo Bank (2012) (até junho)
  - Team Saxo Bank-Tinkoff Bank (2012)
  - Team Saxo-Tinkoff (2013)
- Drapac Cycling (2014)